# Altair Lima
Altair Lima, nome artístico de Altair Vieira de Faria Naves Pinto (Barretos, 8 de julho de 1936 — Angatuba, 24 de dezembro de 2002), foi um ator brasileiro. Estreou no teatro em 1950 e chegou na televisão em 1963, onde destacou-se em novelas como Os Imigrantes, no final dos anos 1960, dedicou-se mais ao teatro e teve sua fase áurea como ator, diretor e produtor teatral . Seus últimos trabalhos foram nos filmes Bicho de Sete Cabeças (2001) e Narradores de Javé (2003).

## Vida pessoal
Foi casado com a atriz Isabel Ribeiro, com quem teve três filhos. O ator morreu em 24 de dezembro de 2002, aos 66 anos, na cidade paulista de Angatuba, devido a um ataque cardíaco.

## Carreira

### Na televisão
| Ano       | Título                      | Personagem                        | Notas       | Emissora          |
| --------- | --------------------------- | --------------------------------- | ----------- | ----------------- |
| 1962      | Teleteatro Brastemp         | —                                 |             | TV Excelsior      |
| 1963      | As Chaves do Reino          | —                                 |             | TV Excelsior      |
| 1963-1964 | TV de Vanguarda             | Vários personagens                | 4 episódios | Rede Tupi         |
| 1963-1964 | Grande Teatro Tupi          | Vários personagens                | 7 episódios | Rede Tupi         |
| 1964      | A Gata                      | Rodrigo                           |             | Rede Tupi         |
| 1964      | Uma Sombra em Minha Vida    | Alfredo                           |             | TV Excelsior      |
| 1964      | Melodia Fatal               | —                                 |             | TV Excelsior      |
| 1965      | Eu Quero Você               | Gabriel                           |             | TV Excelsior      |
| 1965      | Ainda Resta uma Esperança   | Guilherme                         |             | TV Excelsior      |
| 1965      | A Deusa Vencida             | Lineu                             |             | TV Excelsior      |
| 1965      | A Grande Viagem             | Henrique                          |             | TV Excelsior      |
| 1966      | Ninguém Crê em Mim          | Otávio                            |             | TV Excelsior      |
| 1967      | O Morro dos Ventos Uivantes | Heathcliff                        |             | TV Excelsior      |
| 1967      | O Grande Segredo            | —                                 |             | TV Excelsior      |
| 1967      | O Tempo e o Vento           | Licurgo                           |             | TV Excelsior      |
| 1968      | A Última Testemunha         | Maurício                          |             | Rede Record       |
| 1969      | Algemas de Ouro             | Cláudio                           |             | Rede Record       |
| 1971      | Hospital                    | —                                 |             | Rede Tupi         |
| 1972      | O Leopardo                  | Vito de Almeida                   |             | Rede Record       |
| 1974      | Corrida do Ouro             | João Paulo                        |             | Rede Globo        |
| 1975      | A Viagem                    | César Jordão                      |             | Rede Tupi         |
| 1979      | Gaivotas                    | Alberto                           |             | Rede Tupi         |
| 1980      | A Deusa Vencida             | Lineu                             |             | Rede Bandeirantes |
| 1981      | Os Imigrantes               | Antonio Hernández                 |             | Rede Bandeirantes |
| 1983      | Parabéns pra Você           | Tito                              |             | Rede Globo        |
| 1988      | Chapadão do Bugre           | Tonho Inácio                      |             | Rede Bandeirantes |
| 1996      | Xica da Silva               | Capitão do Mato Jacobino da Silva |             | Rede Manchete     |
| 1997      | Mandacaru                   | Desidério                         |             | Rede Manchete     |
| 1999      | Louca Paixão                | Jacinto Leão                      |             | Rede Record       |
| 2001      | Roda da Vida                | Joaquim                           |             | Rede Record       |

### No cinema
| Ano  | Título                | Personagem | Notas              |
| ---- | --------------------- | ---------- | ------------------ |
| 2003 | Narradores de Javé    | Galdério   | Lançamento póstumo |
| 2001 | Bicho de Sete Cabeças | Dr. Cintra |                    |
| 1982 | O Segredo da Múmia    | —          |                    |
| 1981 | Fruto do Amor         | —          |                    |
| 1976 | Xica da Silva         | Intendente |                    |
| 1973 | Um Intruso no Paraíso | Marcos     |                    |
| 1967 | O Anjo Assassino      | Arthur     |                    |

## Teatro[3]
- 1961 - Pedro Mico
- 1962 - Yerma
- 1964 - Círculo de Champanhe
- 1965 - Camila
- 1967 - A Infidelidade ao Alcance de Todos
- 1969/1972 - Hair
- 1971 -  Apocalipse
- 1972 - Oh! Calcutá
- 1972 - Jesus Cristo Superstar
- 1973/1974 - Godspell
- 1977 - A Infidelidade ao Alcance de Todos
- 1985 - Kamassutra
- 2002 - Hamlet